# Thyropisthus pococki
Thyropisthus pococki är en mångfotingart som beskrevs av Demange 1961. Thyropisthus pococki ingår i släktet Thyropisthus och familjen Harpagophoridae. Inga underarter finns listade i Catalogue of Life.